# Montechino
Montechino (Montüchein in dialetto piacentino) è una frazione del comune italiano di Gropparello, in provincia di Piacenza.

## Geografia fisica
La frazione di Montechino è situata nella val Riglio, valle dell'Appennino ligure formata dall'omonimo torrente. Sorge a 524 m s.l.m. e dista 6,6 km da Gropparello e 36 km da Piacenza.

## Storia

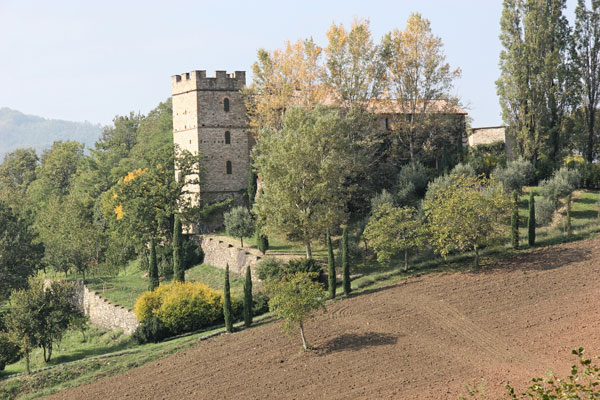
Il castello.

Nel XII secolo venne edificato il castello, con la funzione strategica di avamposto nella valle.
Nel basso Medioevo Montechino fece parte dell'istituto della Magnifica Università della val Nure, istituzione creato dagli abitanti della val Nure per difendersi dallo strapotere dei Nicelli, famiglia nobiliare che dominò per secoli la vallata. Nel 1492 la famiglia Confalonieri, fino a quel momento feudataria di Montechino, vendette il castello e le sue terre a Bartolino Nicelli, che ottenne anche l'investitura feudale sul paese, oltre che sulla vicina località di Rossoreggio e, in seguito, la nomina a conte.
Nel 1832 Montechino, così come buona parte del territorio della val Riglio posto sulla sponda destra del torrente, fino a quel momento legato prevalentemente alla val Nure grazie al dominio della famiglia Nicelli, si unì ai territori della val Vezzeno e della val Chero entrando a far parte del primo nucleo amministrativo del comune di Gropparello.
A partire dal 1866 cominciarono in val Riglio, così come nella limitrofa val Chero, ricerche petrolifere, condotte inizialmente da una società genovese, poi dal conte Marazzani, dalla società francese Petroles de Montechino e, infine, dal barone francese Adolfo Zipperlen proprietario della Società Francese dei Petroli, sotto il quale l'attività d'estrazione divenne operativa nel 1888.
Durante la seconda guerra mondiale, la zona subì, fino all'armistizio dell'8 settembre vari bombardamenti da parte delle truppe alleate. La zona di Montechino divenne, poi, sede del presidio del gruppo corazzato Leonessa, poi, a partire dal 1944, dopo essere stata conquistata dai partigiani, Montechino fu sede del Distaccamento «Ursus», parte della Divisione partigiana Val d'Arda. Nell'aprile 1945 la località venne bombardata nuovamente dalle truppe alleate per distruggere i pozzi petroliferi presenti, che pure, in quel frangente, erano utilizzati dalle forze partigiane per rifornire i loro mezzi.
Dopo la fine della guerra, nel 1950 venne sospesa l'attività estrattiva, con i pozzi che vennero in gran parte smantellati.

## Monumenti e luoghi d'interesse
Castello di Montechino
Posto sul monte Occhino, a picco sul torrente Riglio. Fu costruito nel XII secolo come avamposto strategico a difesa della valle. Fu inizialmente di proprietà dei Confalonieri, ai quali nel 1393 Gian Galeazzo Visconti concesse l'investitura feudale delle terre che già tenevano nel piacentino. Nel 1492 i Confalonieri vendettero il castello alla famiglia dei Nicelli, signori per secoli della val Nure. Nel 1944 ospitò il Distaccamento «Ursus» della Divisione partigiana val d'Arda. Nel corso degli ultimi venticinque anni è stato ristrutturato nel rispetto della struttura originaria.
Chiesa di San Donnino Martire
Edificata nel 1697 per volontà del conte Alberto Nicelli con la funzione di cappella privata, venne ampliata nel 1893 e, in seguito, dotata di campanile in cui si trova una campana risalente al 1650 con impresso lo stemma araldico della famiglia Nicelli. Venne, poi, radicalmente ristrutturata a partire dal 1919. Presenta una pianta a navata unica con cappelle votive ai lati. La facciata, di stile neoclassico risale ai lavori effettuati dopo il 1919.

## Economia
Nel territorio limitrofo a Montechino sono presenti giacimenti di gas naturale e petrolio, che vennero sfruttati a livello industriale dal 1888 al 1950. In questi anni vennero aperti complessivamente 349 pozzi, profondi tra i 500 e i 1100 metri, alcuni capaci di una produzione giornaliera di 40.000 litri di petrolio. Per servire i pozzi fu costruito un oleodotto lungo 29 km che trasportava il petrolio sino a Fiorenzuola d'Arda, dove era situata una raffineria.